# Rada Borić
Rada Borić (Zagreb, 11. rujna 1951.) hrvatska je feministkinja, ženska i mirovna aktivistkinja, sveučilišna profesorica te lektorica. Jedna od osnivačica Centra za ženske studije u Zagrebu (1995.), suosnivačica stranke Nova ljevica (2016.), članica koalicije Možemo!, zastupnica i novoizabrana zastupnica u Skupštini Grada Zagreba (2017. – 2021.), zastupnica u Hrvatskom Saboru (2020.).

## Životopis
Rođena je u Zagrebu. Osnovnu školu i gimnaziju završila je u Koprivnici. Diplomirala je hrvatski jezik i književnost i komparativnu književnost na zagrebačkom Filozofskom fakultetu, na kojemu je završila i poslijediplomski studij književnosti. Bila je dugogodišnja lektorica hrvatskoga jezika, književnosti i kulture na Sveučilištu u Helsinkiju, i predavačica kulturne povijesti Balkana na istom sveučilištu. Kao Fulbrightova stipendistica predavala je i u SAD-u na Sveučilištu Indiana u Bloomingtonu (1983. – 1985.).
Autorica je prvog finsko-hrvatskog i hrvatsko-finskog rječnika, objavljenog 2007. godine. Rječnik sadrži više od 39 tisuća riječi, svakodnevnih izraza, i osnove gramatike hrvatskog jezika, a posebna je pozornost posvećena jezičnim razlikama finskoga i hrvatskoga, kao što je glagolski vid ili uporaba prijedloga i padeža. Sukladno Borićinom feminističkom stavu, rječnik je specifičan po tome što je u njega uvršten i ženski rod za sve imenice.
Nakon višegodišnjeg boravka u Finskoj, u Helsinkiju, vratila se u Zagreb.
Tijekom Domovinskog rata aktivna je u Antiratnoj kampanji Hrvatske, a od 1993. u Centru za žene žrtve rata u podršci i radu s prognanicama i izbjeglicama, zagovarajući ljudska prava žena i manjina. Sudjelovala je u izradi prvog Zakona o pravima žrtava seksualnog nasilja u ratu. Bila je jedna od osnivačica (1995.) i izvršna direktorica Centra za ženske studije (2008. – 2016.), u kojemu je vodila kolegije o feminističkoj kritici jezika te različite projekte. Zalagala se za otvaranje Memorijalnog stana Marije Jurić Zagorke i organiziranje znanstvenog skupa Dani Marije Jurić Zagorke.
Prema časopisu Forbes, jedna je od sedam najmoćnijih feministkinja na svijetu (2010.). Sudirektorica je poslijediplomskog seminara pri IUC-u u Dubrovniku, Feminizmi u transnacionalnoj perspektivi (eng. Feminisms in Transnational perspective), a bila je i članicom Upravnog odbora i potpredsjednica Europskog ženskog lobija. Aktivna je u Ženskoj mreži Hrvatske od njezina početka, suosnivačica je nekoliko ženskih udruga (B.a.B.e, Ženska soba) te aktivna u feminističkom pokretu u regiji i svijetu. Jedna je od suorganizatorica Ženskog suda za bivšu Jugoslaviju, sa završnim događajem održanim u Sarajevu (7. – 10.svibnja 2015.).
Jedna je od globalnih koordinatorica pokreta Milijarda ustaje (za Hrvatsku, Albaniju, Bosnu i Hercegovinu, Bugarsku, Cipar, Grčku, Makedoniju, Crnu Goru, Rumunjsku, Srbiju i Sloveniju).
Bila je članica koordinacijskog odbora inicijative žena Nobelovki za mir (eng. Nobel women's initiative). Organizirala je posjet Zagrebu nobelovki Jody Williams i Shirin Ebadi. Danas je članica mreže medijatorica žena koje se bave rješavanjem sukoba, naziva Mediterranean women mediators network, a sudjelovala je u mirovnim razgovorima na Cipru.

## Politička karijera
Suosnivačica je i potpredsjednica političke stranke Nova ljevica osnovane 18. prosinca 2016. godine, a na lokalnim izborima u Zagrebu 2017. izabrana je za zastupnicu u Skupštini Grada Zagreba. Ponovo je izabrana za zastupnicu na listi zeleno-lijeve koalicije stranaka Možemo!, Nova ljevica, Zagreb je naš i Orah na izborima 2021. godine. Od 22. srpnja 2020. izvršava dužnost saborske zastupnice u 10. sazivu Hrvatskoga sabora, s mandatom u mirovanju od 15. rujna 2021., dok joj je zamjenica Ivana Kekin. Kao zamjenica Tomislava Tomaševića ušla je i u 11. saziv Sabora 16. svibnja 2024. godine. Predsjednica je Povjerenstva za ravnopravnost spolova i Odbora za imenovanje naselja, ulica i trgova, u četverogodišnjem mandatu.

## Izbor publikacija i tekstova
- The suitcase – Refugee Voices from Bosnia and Croatia, University of California Press, suautorica, 1997.[9]
- Gender and Catastrophe, antologija tekstova, urednica i autorica teksta Against the War: Women Organizing Themselves in the Countries of the Former Yugoslavia, Zed Books, 1997.[10]
- Feminist Perspectives on Politics (ur. Chris Corrin), Routledge, 1999.[11]
- Nejednakost u jeziku. Više od stereotipa, u: Uostalom, diskriminaciju treba dokinuti: priručnik za analizu rodnih stereotipa, ur. Valerija Barada, Željka Jelavić, Zagreb: Centar za ženske studije, Zagreb, 2004.[12]
- Pojmovnik rodne terminologije prema standardima Europske unije, Vladin ured za ravnopravnost spolova, urednica, 2007.[13]
- Ženski identitet u jeziku, časopis Treća 1:1, str 37–44, Centar za ženske studije, Zagreb, 2017.[14]

## Nagrade
- Vitezica Reda bijele ruže Finske[5] 2007. godine.[4]
- Nominirana za nagradu Amnesty Internationala Ginetta Sagan 2002. godine.[4]
- Predsjednik Republike Hrvatske, Ivo Josipović odlikovao je Radu Borić Redom hrvatskog pletera, dok je obnašala dužnost direktorice Centra za ženske studije 2013. godine.[15]